# Pietro Ercole Fava
Pietro Ercole Fava Ghisilieri (Bologna, 21 settembre 1669 – Bologna, 7 giugno 1744) è stato un pittore italiano.

## Vita ed opere
Il conte Pietro Ercole Fava Ghisilieri è stato un nobile bolognese, figlio del conte Alessandro Fava e della marchesa Argia Ghisilieri, che si è distinto come mecenate e come pittore.
Ha studiato arte sotto Lorenzo Pasinelli e fu protettore ed amico di Donato Creti ed Ercole Graziani. Ha studiato soprattutto le opere del Carracci, il cui stile preferiva ad ogni altro. Era un membro della Accademia Clementina di cui ne fu più volte segretario e Principe nel 1733. 

## Opere principali

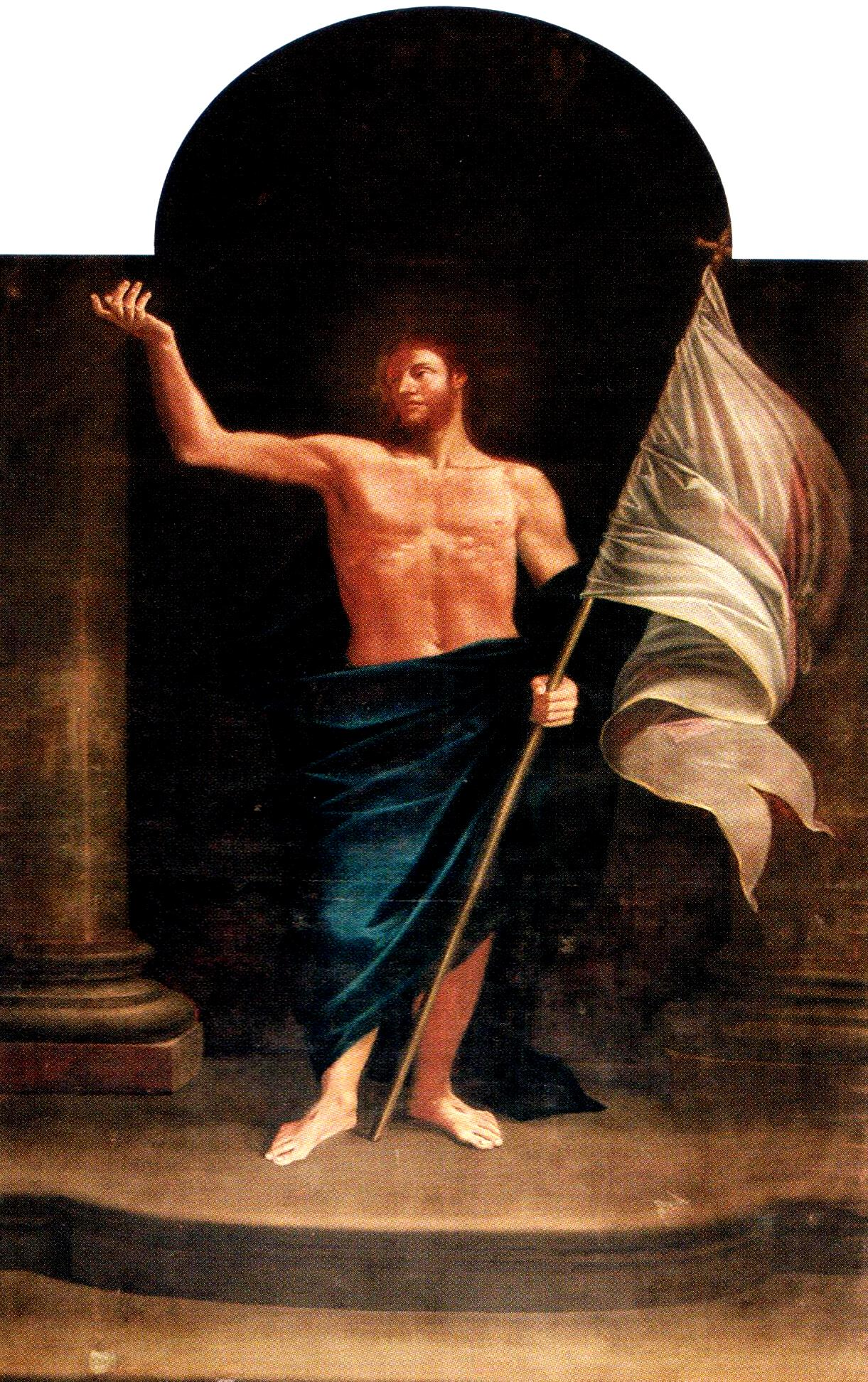
Cristo risorto, Duomo di Ancona

A Bologna nella chiesa del convento delle monache della Trinità, si trova una Morte della Vergine con San Giovanni evangelista e due angeli. Nella stessa città, nell'ex chiesa di San Tommaso del Mercato era conservata la sua pala Vergine col Bambino e i santi Alberto e Paolo. È stata attribuita al Fava l'Adorazione dei magi, conservata nella sagrestia della chiesa di Santa Maria di Galliera, situata proprio di fronte al palazzo Fava, dipinto che prova l'esito felice del suo apprendistato.
A Crespellano, in provincia di Bologna, nell'oratorio della Chiesa di San Rocco si trova una sua opera firmata: Sacra Famiglia e Santi.
In Ancona, al Duomo, è ancor oggi posto nell'altar maggiore, il suo Cristo risorto, risalente al 1731 e commissionata al cardinal Lambertini (è la sola tela del pittore rimasta). Nella stessa chiesa erano presenti anche una Vergine addolorata e un' Adorazione dei Magi.